# Eugène-Auguste d'Aboville
 (mai 2012).
Si vous disposez d'ouvrages ou d'articles de référence ou si vous connaissez des sites web de qualité traitant du thème abordé ici, merci de compléter l'article en donnant les références utiles à sa vérifiabilité et en les liant à la section « Notes et références ».
Pour les autres membres de la famille, voir famille d'Aboville.
Auguste Elzéar-Eugène-Napoléon d’Aboville, né à Venise le 6 juillet 1810 et mort à Paris le 12 août 1865, est un officier de marine français. Il termine sa carrière avec le grade de contre-amiral.

## Biographie
D’Aboville entre le 10 novembre 1825 à l’école d’Angoulême, à 15 ans ; à sa sortie le 23 septembre 1827 comme élève de 2e classe, il est promu successivement élève de 1re classe le 1er juillet 1829, puis enseigne de vaisseau le 31 janvier 1832. 
Eugène-Auguste d’Aboville devient en quelques années l’un des officiers les plus distingués de son corps. En 1837, d’Aboville était embarqué comme enseigne de vaisseau sur la corvette la Triomphante, commandée par le capitaine de Péronne, lorsqu’une épidémie de fièvre jaune qui affectait la côte occidentale d’Afrique vint atteindre le brick la Malouine commandé par le lieutenant de vaisseau André-Édouard Pénaud. Cette maladie emporta, en quelques jours, trois officiers et les deux tiers de l’équipage de telle sorte qu’il ne restait à bord que quelques hommes plus ou moins valides que la démoralisation atteignait et qu’il s’agissait de sauver. D’Aboville embarqua ainsi sur le bâtiment infecté où sa présence, au milieu de l’équipage démoralisé, est des plus utiles, en arrêtant l’épidémie et en ramenant le navire. Il est promu lieutenant de vaisseau le 12 août 1839. 
Il continue à monter en grade. Il sert successivement, comme capitaine de frégate ou de vaisseau, dans la Plata en 1850 et 1851, dans la campagne de Crimée, comme commandant du Jean Bart et du Napoléon. Il est fait capitaine de vaisseau le 8 mars 1854. En 1856, il part sur l’Audacieuse pour une longue campagne en Chine, pendant laquelle il rend des services signalés[Lesquels ?]. La flottille de bombardement qui agit contre Canton les 28 et 29 décembre 1857 est placée sous ses ordres et, quand la ville tombe au pouvoir des Français, il est choisi par le contre-amiral Rigault de Genouilly pour y exercer le commandement supérieur. Cette position présente alors les plus sérieuses difficultés, la population étant animée contre les Français des sentiments les plus hostiles. Le moindre incident pouvait exciter une révolte générale tandis que, d’un autre côté, les Français étaient quotidiennement menacés à l’extérieur par les rebelles. Il fallait à la fois beaucoup de fermeté et de mesure dans le commandement supérieur pour conjurer ce double danger et le capitaine de vaisseau d’Aboville s’acquitte très heureusement de cette mission délicate, et reçoit à ce sujet, des ministres de la Marine et des Affaires étrangères, les témoignages les plus flatteurs de satisfaction.
Il est nommé contre-amiral le 9 juillet 1860, et désigné deux jours après pour les fonctions de major-général à Cherbourg, ne quittant ce poste que pour prendre le commandement supérieur de la marine à Alger, puis celui de la division du Levant, qu’il exerce pendant deux ans. En 1864, il est appelé à diriger pendant dix-huit mois l’important bureau des mouvements au ministère de la marine. Le contre-amiral de La Roncière, chef d’état-major du ministre, chargé de la première direction, choisit le contre-amiral d’Aboville pour lui succéder. Mais d’Aboville meurt quelques jours seulement après être arrivé à Paris.
L’amiral d’Aboville est admis comme chevalier dans l’ordre de la Légion d'honneur le 30 avril 1839, nommé officier le 31 décembre 1853 et commandeur le 27 février 1858.
Une rue de Cherbourg porte son nom.
Il est inhumé au Cimetière des Aiguillons à Cherbourg.

## Sources et bibliographie
- Ministère de la marine et des colonies, Revue Maritime et Coloniale, Paris, Dupont et Challamel, 1865, p. 427-30.